# 호세 하비에르 옴브라도스
호세 하비에르 옴브라도스 이바녜스(스페인어: José Javier Hombrados Ibáñez, 1972년 4월 7일~)는 스페인의 은퇴한 핸드볼 선수로 현역 시절 포지션은 골키퍼이다. 독일 분데스리가의 HSG 베츨라어와 카타르 핸드볼 리그의 알사드에서 뛴 것을 제외하고 대부분 경력을 스페인의 프로 핸드볼 리그인 리가 아소발에서 활동했다. 
스페인 국가대표팀의 일원으로서 올림픽에서 동메달 2개(1996, 2008) 획득했으며, 2005년 세계 선수권 대회에서 금메달을 획득했다. 그는 스페인 국가대표로서 260경기에 출전하여 라울 엔트레리오스와 다비트 바루페트의 뒤를 이어 스페인 대표팀에서 3번째로 많은 경기를 뛴 선수가 되었다.